# Republike Rusije
Ruska federacija se deli na 85 federalnih subjektov (upravnih enot), od katerih je 22 republik.

## Ustavni status
Republike se razlikujejo od drugih ruskih federalnih subjektov po dejstvu, da imajo pravico vzpostaviti lastni uradni jezik (čl. 68 ruske ustave). Nekaj republik predstavlja ozemlje nekaterih etničnih manjšin.
Ostali federalni subjekti, kot so okrožja in oblasti, nimajo te pravice. Vendar tudi suverenost republike ni priznana (čl. 3), ne presega moči vlade v Moskvi.